# Долно Власи
Долно Власи (на гръцки: Εξώβαλτα, Ексовалта, до 1926 година Έξω Βλάχ, Ексо Влах) е бивше село в Република Гърция, разположено на територията на дем Пела, област Централна Македония.

## География
Селото се намирало в източната част на Солунското поле, на 5 km северозападно от Пласничево (Крия Вриси) и на 20 km югозападно от град Енидже Вардар (Яница), между Врежот и Кадиново.

## История

### В Османската империя
В края на XIX век Долно Власи е село в Ениджевардарска каза на Османската империя. Според статистиката на Васил Кънчов („Македония. Етнография и статистика“) в 1900 година във Власи Горно и Долно живеят 330 българи и 40 цигани. Всички жители на селото са под върховенството на Цариградската патриаршия. По данни на секретаря на Българската екзархия Димитър Мишев („La Macédoine et sa Population Chrétienne“) в 1905 година в Долно Власи (Dolno-Vlassi) има 160 българи патриаршисти гъркомани.
На 22 ноември 1909 година гръцкият андартски капитан Гоно Йотов в свой доклад дава отчет за свършената от него работа в Ениджевардарско:
| „ | На 20.05 с цел само да задържа някои, за да им дам напътствия да се върнат в православието, тръгнах за село Янчища. Но не успях да задържа никой, убих един от тези, които се опитаха да избягат. След това отидох в Призна и се занимавах повече с това да сплаша хората или да ги убедя така че, селата от Сланица да се върнат в православната вяра. Имах положителен резултат със селата Балъджа, Кариотица, Призна, Вреж, Плугар, Пласна, Голо село и Власи. На 14.02. атакувах село Власи, в резултат на което 3 убити български селяни и един комита. | “ |

При избухването на Балканската война в 1912 година един човек от Власи е доброволец в Македоно-одринското опълчение.

### В Гърция
В 1912 година през Балканската война Долно Власи е окупирано от гръцки части и след Междусъюзническата война в 1913 година остава в Гърция. 
Боривое Милоевич пише в 1921 година („Южна Македония“), че Големо Власе (или Дишари Вулах, в превод Външно Власи) има 15 къщи славяни християни.
В 1926 година името на селото е сменено на Ексовалта. В 1920 година има само 5 жители, от които 4 мъже, а в 1928 година отново 5 жители, от които 4 бежанци. Селото е заличено и землището му е присъединено към това на Врежот.
| Година    | 1913 | 1920 | 1928 | 1940 | 1951 | 1961 | 1971 | 1981 | 1991 | 2001 | 2011 | 2021 |
| --------- | ---- | ---- | ---- | ---- | ---- | ---- | ---- | ---- | ---- | ---- | ---- | ---- |
| Население | 188  | 5    | 5    |      |      |      |      |      |      |      |      |      |

## Личности
Родени в Долно Власи
- Кольо Кръстев (1882 – ?), македоно-одрински опълченец, роден в Горно или Долно Власи, Първа отделна партизанска рота, Сборна партизанска рота на МОО[10]